# Марія Фердинанда Саксонська
Марія Фердинанда Саксонська (нім. Maria Ferdinanda von Sachsen, повне ім'я Марія Фердинанда Амалія Ксаверія Терезія Жозефа Анна Непомуцена Алоїзія Йоганна Вінцентія Ігнатія Домініка Франциска де Паула Франциска де Шанталь Саксонська, нім. Maria Ferdinanda Amalia Xaveria Theresia Josepha Anna Nepomucena Aloysia Johanna Vincentia Ignatia Dominica Franziska de Paula Franziska de Chantal von Sachsen; 27 квітня 1796 — 3 січня 1865) — саксонська принцеса з династії Веттінів, донька принца Саксонії Максиміліана та пармської принцеси Кароліни, дружина великого герцога Тоскани Фердинанда III.

## Біографія
Марія Фердинанда народилася 27 квітня 1796 року у Дрездені другою дитиною та другою донькою в родині принца Максиміліана Саксонського та його першої дружини Кароліни Пармської. Мала старшу сестру Амалію. Згодом народились молодші діти: сини Фрідріх Август, Клемент та Йоганн і доньки Марія Анна та Марія Жозефа.
Матір померла, коли Марії Фердинанді не виповнилося і восьми років. Батько одружився вдруге вже після весілля самої доньки.

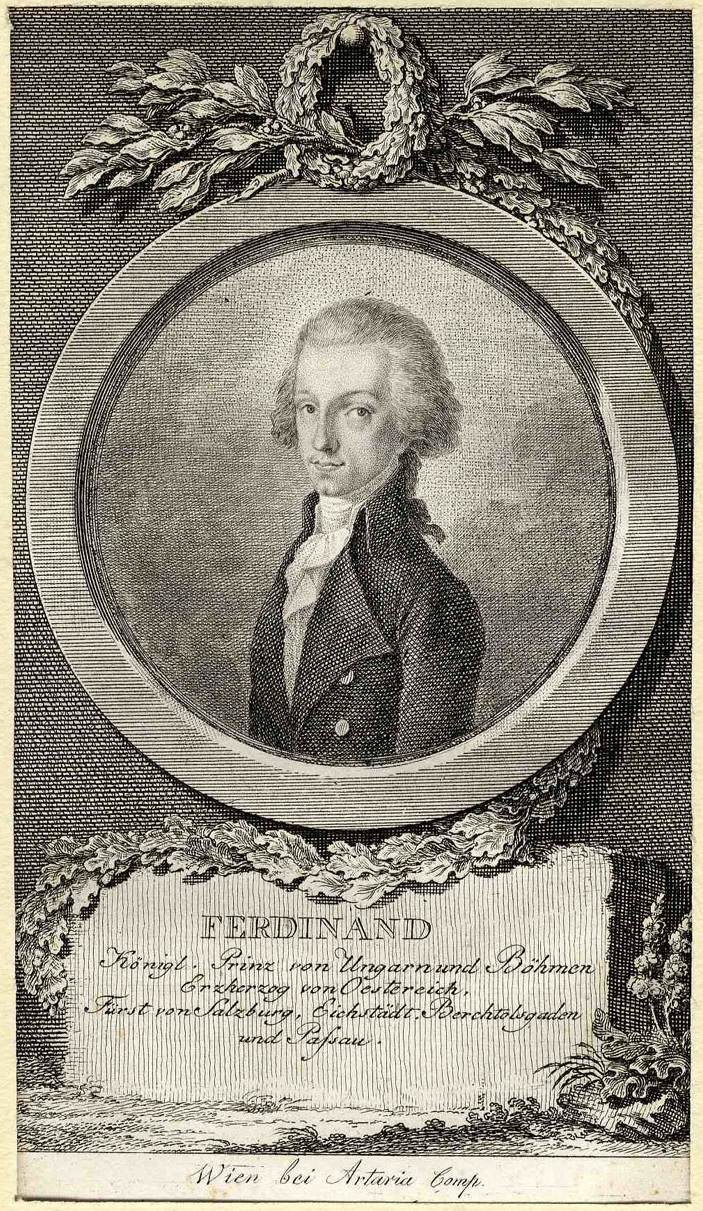
Фердинанд III

У віці 25 років Марія Анна вступила в шлюб із 52-річним великим герцогом Тоскани Фердинандом III. Вона познайомилася з ним, коли супроводжувала на весілля з його сином свою сестру Марію Анну у 1817 році. За чотири роки у кронпари так і не народилося дітей, в той час як трон Тоскани потребував спадкоємця. Фердинанд III вирішив одружитися вдруге, сподіваючись в новому шлюбі мати нащадків, які успадкували б Леопольду. Весілля відбулося 6 травня 1821 року у Флоренції. Дітей у подружжя не було.
За три роки Фердинанда не стало. Вдовіюча велика герцогиня у новий шлюб не вступала і продовжила жити у Флоренції аж до падіння австрійської влади на цих землях. Панування Габсбургів у Тоскані припинилося у 1859 році. Трьома каретами сімейство виїхало з палаццо Пітті до Відня. Марія Фердинанда надалі жила в Богемії, часто навідуючи брата Йоганна у Дрездені. Також була у близьких стосунках із сестрою Амалією.
Марія Фердинанда померла 3 січня 1865 у замку Брандіс в Богемії, який придбав її пасинок Леопольд у приватну власність. Похована в імператорському склепі Капуцинеркірхе у Відні. Серце зберігається окремо у крипті сердець Аугустинеркірхе.

## Нагороди
- Орден Зіркового хреста (Австрійська імперія);
- Орден королеви Марії Луїзи №90 (від 7 січня 1799), (Іспанія).